# Jean Boucher (théologien)
Pour les articles homonymes, voir Jean Boucher et Boucher.
Jean Boucher, né à Paris vers 1548, mort à Tournai en 1646, est un théologien français, acteur parisien de la Ligue et des Guerres de Religion, à la fin du XVIe siècle, et de leurs prolongements au début du siècle suivant.

## Biographie

### Sous Henri III
Il est recteur à l'université de Paris, prieur, docteur de la Sorbonne et curé de Saint-Benoît, lorsqu'il rejoint la Ligue en 1585.
Il est un des premiers à faire sonner le tocsin de son église en septembre 1587, répandit des libelles séditieux pour exciter le peuple à la révolte [réf. nécessaire]. Il publie La vie et faits notables de Henry de Valois en 1589 dans lequel il décrit les mœurs d'Henri III et tente de le diaboliser. Il approuve le meurtre de Henri III : « il est permis à chacun de tuer l'hérétique ou son allié ».
Avec Christophe Aubry, Jean Gincestre, Jean Hamilton et François Pigenat, Jean Boucher fait partie des curés parisiens qui accusent Henri III d'être un tyran et participent ainsi à l'excitation des esprits contre le roi.

### Sous Henri IV
Du 1er au 9 août 1593, une semaine après l'abjuration d'Henri IV, il prononce en l'église Saint-Merri à Paris neuf sermons dans lesquels il réfute la conversion d'Henri IV au catholicisme et invite le peuple à ne pas l'accepter comme roi. Il publie ces Sermons de la simulée conversion en mars 1594. Le roi demandera la destruction de tous les exemplaires.
Selon Pierre de L'Estoile, il fait partie, avec Christophe Aubry, Jean Hamilton et le supérieur des feuillants Bernard de Montgaillard, des prêcheurs les plus actifs et extrémistes de la Ligue.
Le sacre de Henri IV en février 1594 l'oblige à fuir la capitale. Il s'installe définitivement dans le Brabant où il reçoit un canonicat à Tournai et où il continua à se signaler par de violentes attaques.
Il écrit en 1595 une Apologie pour Jean Chatel (imprimée en 1595 et 1620 avec quelques autres de ses libelles), qui a tenté d'assassiner Henri IV l'année précédente, dans laquelle il qualifie l'acte de juste et héroïque et recommande même une nouvelle tentative.

### Sous Louis XIII
Il publie Couronne mystique en 1623 dans lequel il propose la création d'une milice sacrée basée principalement sur une alliance entre Louis XIII et Philippe IV d'Espagne.

### Source imprimée
- Jean Boucher, La vie et faits notables de Henry de Valois, édition critique établie et annotée par Keith Cameron, Paris, Honoré Champion, collection « Textes de la Renaissance », 2003, 207 p.. (compte-rendu sur le site des Clionautes)